# 리히텐슈타인 국립도서관

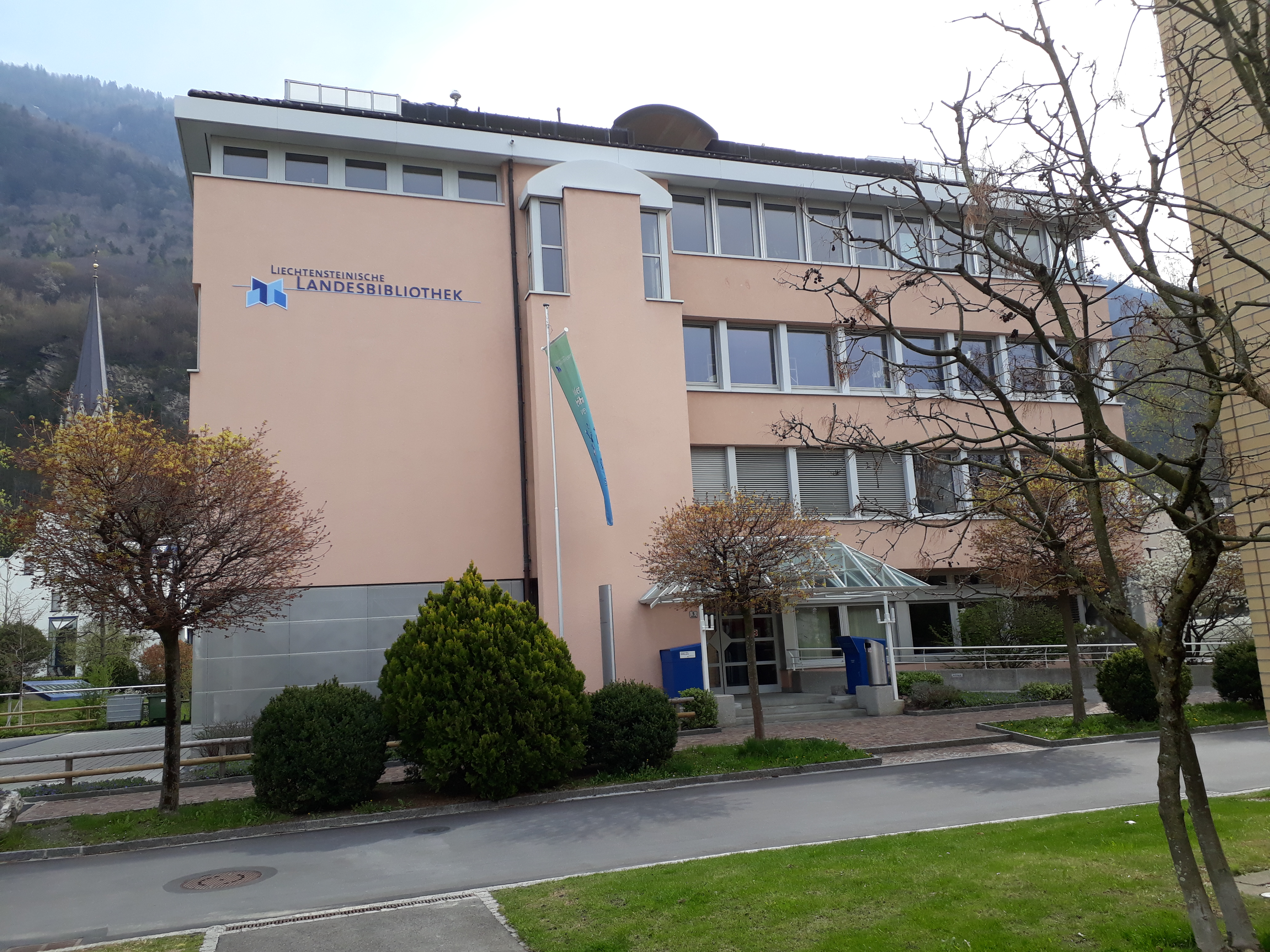

리히텐슈타인 국립도서관(독일어: Liechtensteinische Landesbibliothek)은 리히텐슈타인의 수도인 파두츠에 위치한 국립도서관이다.

## 같이 보기
- 리히텐슈타인 국립박물관